# Кадуй (селище от градски тип)
Кадуй (на руски: Кадуй) е селище от градски тип в Русия, административен център на Кадуйски район, Вологодска област. Населението му към 1 януари 2018 година е 11 194 души.